# Фильмография Стивена Кинга
Помимо написания книг, Стивен Кинг: участвовал в разработке сценариев при экранизациях ряда его произведений:
- написал свыше 10 оригинальных сценариев;
- выступил продюсером в ряде экранизаций;
- сыграл эпизодические роли в ряде экранизаций;
- появился как гостевой персонаж в ряде сериалов;
- срежиссировал фильм «Максимальное ускорение».

## Список ролей

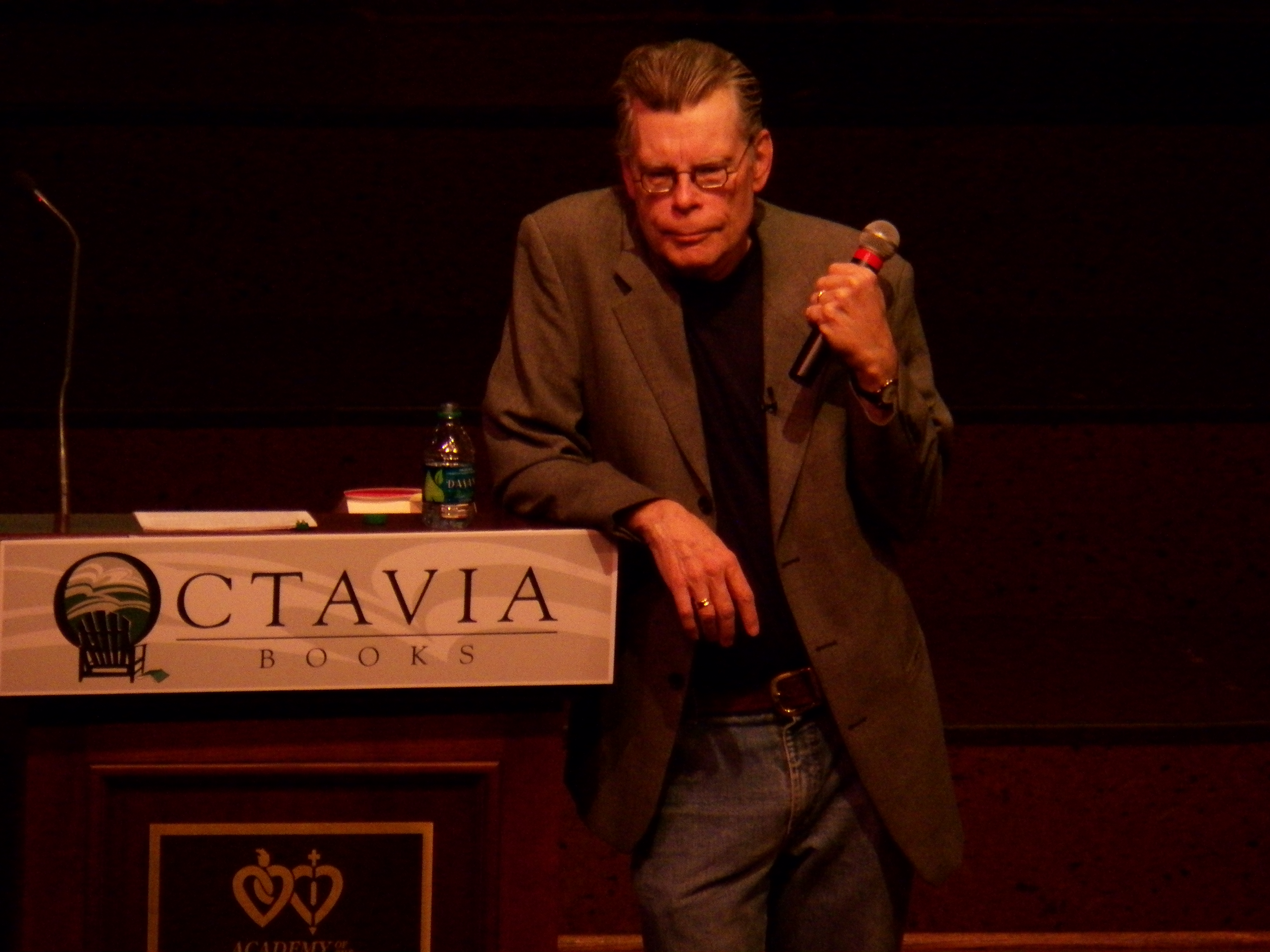
Стивен Кинг в 2011 году

В списке представлены эпизодические роли Стивена Кинга, сыгранные им в фильмах, основное количество которых снято по его произведениям.
| 1981 | Рыцари-наездники                                               | зритель                                        |
| 1982 | «Калейдоскоп ужасов» (эпизод «Одинокая смерть Джорди Верилла») | Джорди Верилл                                  |
| 1986 | «Максимальное ускорение»                                       | человек, снимающий деньги в банкомате          |
| 1986 | «Дэвид Кроненберг: да здравствует новая плоть»                 | камео                                          |
| 1987 | «Калейдоскоп ужасов-2» (эпизод «Попутчик»)                     | водитель грузовика                             |
| 1989 | «Кладбище домашних животных»                                   | священник                                      |
| 1989 | «Это ужас»                                                     | камео                                          |
| 1991 | «Золотые годы»                                                 | водитель автобуса                              |
| 1992 | «Лунатики»                                                     | кладбищенский сторож                           |
| 1994 | «Противостояние» (части 3 и 4)                                 | Тедди Вейзак                                   |
| 1994 | «Бейсбол»                                                      | камео (голос)                                  |
| 1995 | «Лангольеры»                                                   | Том Холби, босс Крейга Туми                    |
| 1996 | «Худеющий»                                                     | мистер Бэнгор, фармацевт в аптеке              |
| 1997 | «Сияние» (мини-сериал)                                         | Гэйдж Крида, фронтмен группы «Гэйдж Крид Бэнд» |
| 1999 | «Буря столетия»                                                | адвокат в ТВ-рекламе                           |
| 2002 | Особняк «Красная роза»                                         | доставщик пиццы                                |
| 2004 | Королевский госпиталь (сериал)                                 | подсобный рабочий Джонни Б. Гуд                |
| 2005 | Завтрак в «Кафе Готэм»                                         | Мистер Ринг                                    |
| 2005 | Бейсбольная лихорадка                                          | камео                                          |
| 2007 | «Дневники мертвецов»                                           | диктор новостей (в титрах не указан)           |
| 2008 | «Сыны анархии»                                                 | «Чистильщик», старый байкер                    |
| 2012 | «Застрял в любви»                                              | камео                                          |
| 2013 | «Под куполом» (сериал, 2 сезон 1 серия)                        | посетитель кафе                                |
| 2017 | «Мистер Мерседес» (сериал, 1 сезон 6 серия)                    | мертвый повар                                  |
| 2019 | «Оно-2»                                                        | продавец магазина                              |

## Оригинальные сценарии
Помимо экранизаций произведений, Стивен Кинг написал ряд оригинальных сценариев, из которых только два (Буря столетия и Генерал) были изданы.
Список оригинальных сценариев:
| №  | Год  | Название                           | Оригинальное название       | Первая публикация | Фильм                                    | Прим. |
| -- | ---- | ---------------------------------- | --------------------------- | ----------------- | ---------------------------------------- | ----- |
| 1  | 1982 | Калейдоскоп ужасов                 | Creepshow                   |                   | Калейдоскоп ужасов (1982)                |       |
| 2  | 1991 | Золотые годы                       | Golden Years                |                   | Золотые годы (1991)                      |       |
| 3  | 1992 | Лунатики                           | Sleepwalkers                |                   | Лунатики (1992)                          |       |
| 4  | 1997 | Майкл Джексон: Призраки (Призраки) | Ghosts                      |                   | Майкл Джексон: Призраки (1997)           |       |
| 5  | 1997 | Генерал                            | The General                 | Screamplays       | Кошачий глаз (1985)                      |       |
| 6  | 1998 | Чинга                              | Chinga                      |                   | Чинга (С5Э10, Секретные материалы, 1998) |       |
| 7  | 1999 | Буря столетия                      | Storm of the Century        | Буря столетия     | Буря столетия (1999)                     |       |
| 8  | 2002 | Особняк «Красная роза»             | Rose Red                    |                   | Особняк «Красная роза» (2002)            |       |
| 9  | 2003 | Дневник Елены Римбауер             | The Diary of Ellen Rimbauer |                   | Дневник Елены Римбауер (2003)            |       |
| 10 | 2004 | Королевский госпиталь              | Kingdom Hospital            |                   | Королевский госпиталь (2004)             |       |

## Прочее
- В 5 серии 3 сезона фантастического сериала «Квантовый скачок» главный герой Сэм Беккет подсказывает юному Кингу сюжет романа «Кристина».
- Нарисованный Стивен Кинг появляется в серии «Insane Clown Poppy» американского мультсериала «Симпсоны»[1][2].
- Альбом «Стивен Кинг и мы» 2010 года белорусской электронной поп-рок группы Кассиопея.
- Песня сольного панк-рок проекта MIKE’S TOY «По Стивену Кингу» (2025)
- Пятнадцатая серия седьмого сезона мультсериала «Гриффины» под названием «Три повести Стивена Кинга» посвящена его произведениям: «Труп» (экранизация), «Мизери» (экранизация) и «Рита Хейуорт и спасение из Шоушенка» (экранизация). Нарисованный Стивен Кинг появляется в середине мультфильма.